# Cinóberszínű lármáskuvik
A cinóberszínű lármáskuvik (Megascops vermiculatus) a madarak (Aves) osztályának bagolyalakúak (Strigiformes) rendjéhez, ezen belül a bagolyfélék (Strigidae) családjához tartozó faj.

## Rendszerezése
A fajt Richard Bowdler Sharpe amerikai ornitológus írta le 1887-ben. Sorolták a guatemalai füleskuvik (Megascops guatemalae) alfajaként Megascops guatemalae vermiculatus néven, de az Otus nembe Otus vermiculatus néven is.

## Előfordulása
Costa Rica, Nicaragua és Panama területén honos. Természetes élőhelyei a szubtrópusi és trópusi száraz erdők, síkvidéki és hegyi esőerdők. Állandó, nem vonuló faj. Két alfaja, a Megascops vermiculatus napensis és a Megascops vermiculatus roraimae leválasztása után elterjedési területe is csökkent.

## Megjelenése
Testhossza 23 centiméter, testtömege 100-110 gramm.

## Természetvédelmi helyzete
Az elterjedési területe nagy, egyedszáma csökken, de még nem éri el a kritikus szintet. A Természetvédelmi Világszövetség Vörös listáján nem fenyegetett fajként szerepel.